# Autobusová doprava v Plzeňském kraji

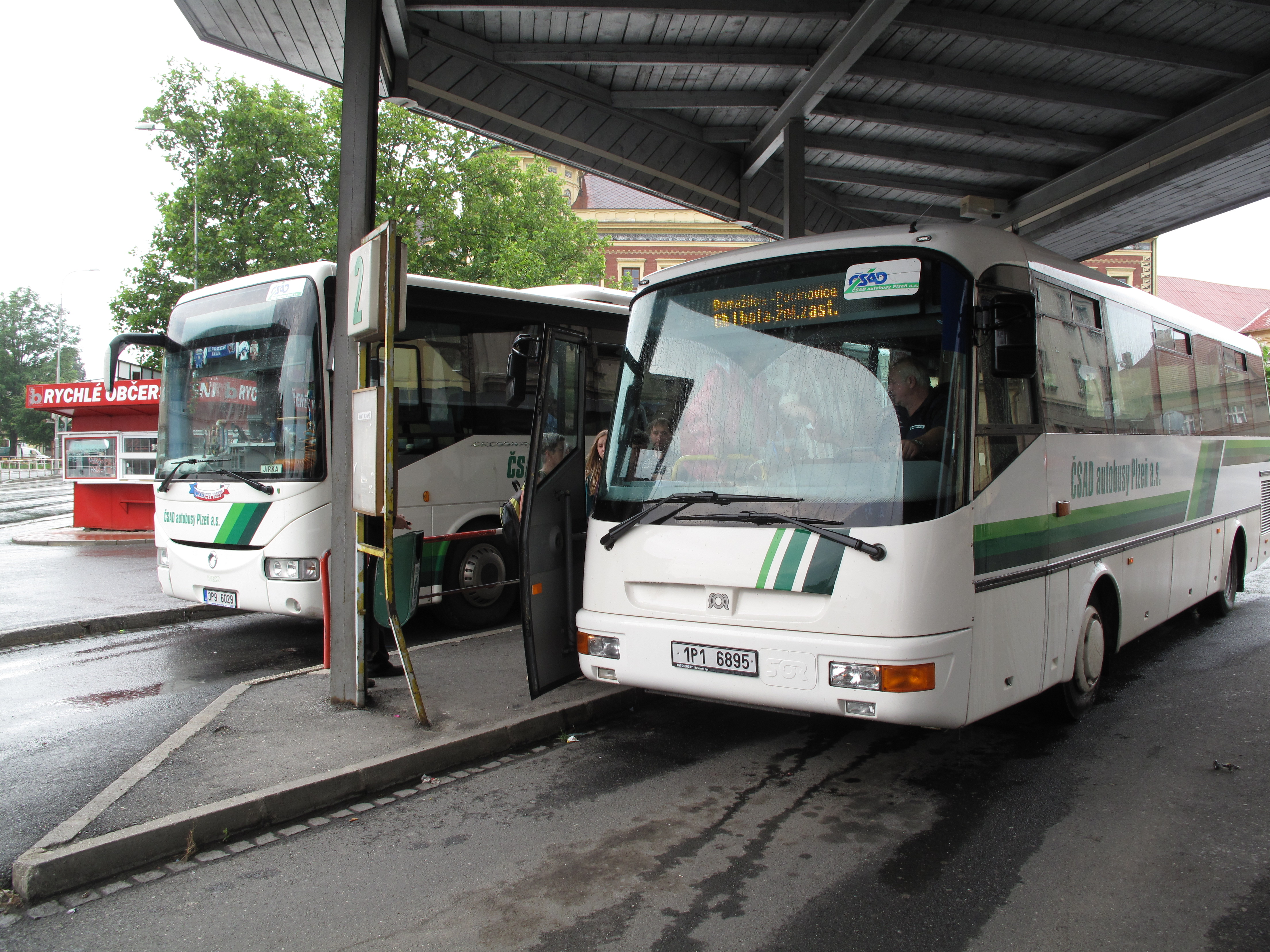
Autobusy ČSAD autobusy Plzeň a.s. v autobusovém nádraží v Domažlicích

Autobusová doprava v Plzeňském kraji v závazku veřejné služby je od roku 2020 zajišťována především dominantním dopravcem, jímž je společnost Arriva Střední Čechy. Kraj dále financuje linky některých menších dopravců, městských dopravců či přejíždějící linky dopravců ze sousedních krajů a systém doplňují komerčně financované linky, zejména dálkové. Integrovaný dopravní systém Integrovaná doprava Plzeňského kraje, který vznikl v roce 2012 v Plzni a okolí, se postupně rozšířil na celé území kraje s malými přesahy do okolních regionů. Je založen na zónovém tarifním systému a využití Plzeňské karty a čipových předplatních Plzeňských jízdenek. 

## ČSAD v Západočeském kraji
Od roku 1949 zajišťovaly meziměstskou a regionální veřejnou autobusovou dopravu autobusy ČSAD. Podniky v průběhu let různě měnily své uspořádání, od celostátního a národních přes krajské (1952–1960 a znovu od 1963) až po okresní podniky (1960–1963). 
Západočeský krajský podnik ČSAD s názvem Československá státní automobilová doprava, národní podnik, Plzeň se členil na závody: 301 Domažlice (provozovna Horšovský Týn), 302 Cheb (provozovny Aš, Mariánské Lázně), 303 Karlovy Vary (provozovny Tuhnice, Ostrov nad Ohří, Žlutice, Toužim), 304 Klatovy (provozovny Sušice, Horažďovice), 305 Plzeň-jih (provozovny Nezvěstice, Nepomuk, Blovice, Přeštice, Merklín), 306 Plzeň-sever (provozovny Kralovice, Horní Bříza, Nýřany), 307 Rokycany (provozovna Zbiroh), 308 Sokolov (provozovna Kraslice), 309 Tachov (provozovna Stříbro), 391 Technický a zásobovací závod Plzeň (provozovna Karlovy Vary)

Koncem roku 1988 přešly dosavadní národní podniky na formu státních podniků. Od 27. prosince 1988 byl v obchodním rejstříku zapsán podnik Československá státní automobilová doprava, státní podnik Plzeň (od 06. prosince 2000 byl v likvidaci) s odštěpnými závody Plzeň-jih, Domažlice, Cheb, Karlovy Vary, Klatovy, Plzeň-sever, Rokycany, Sokolov, Tachov, MHD Karlovy Vary, Plzeň, Závod služeb, Technický a zásobovací závod, Střední odborné učiliště dopravní a ČESPED Plzeň odštěpný závod spedice.
Ve většině krajů byly podniky ČSAD v rámci ekonomické transformace po roce 1989 rozdrobeny na menší společnosti zhruba okresního formátu a privatizovány. Západočeský státní podnik ČSAD se pouze v souvislosti s novým krajským uspořádáním rozdělil na dvě akciové společnosti ČSAD autobusy Plzeň a. s. a Autobusy Karlovy Vary a. s., které jsou oba spjaté se skupinou ČSAD Invest holdingu Z-Group Zdeňka Zemka. Společnost ČSAD autobusy Plzeň byla dominantním autobusovým dopravcem na území Plzeňského kraje do roku 2020. 

## Autobusová nádraží
Centrální autobusové nádraží Plzeň (Plzeň, CAN) je vzdálené asi 2 km od železničního hlavního nádraží a dříve bylo jedním z nejlépe vybavených autobusových nádraží v Česku. V květnu 2006 zveřejnilo město záměr vybudovat druhé autobusové nádraží v blízkosti vlakového. Nový autobusový terminál byl otevřen v roce 2018. 
Dále se v kraji nacházejí autobusová nádraží v Klatovech, Rokycanech a Tachově a řada autobusových stanovišť a terminálů. 

## Dopravci

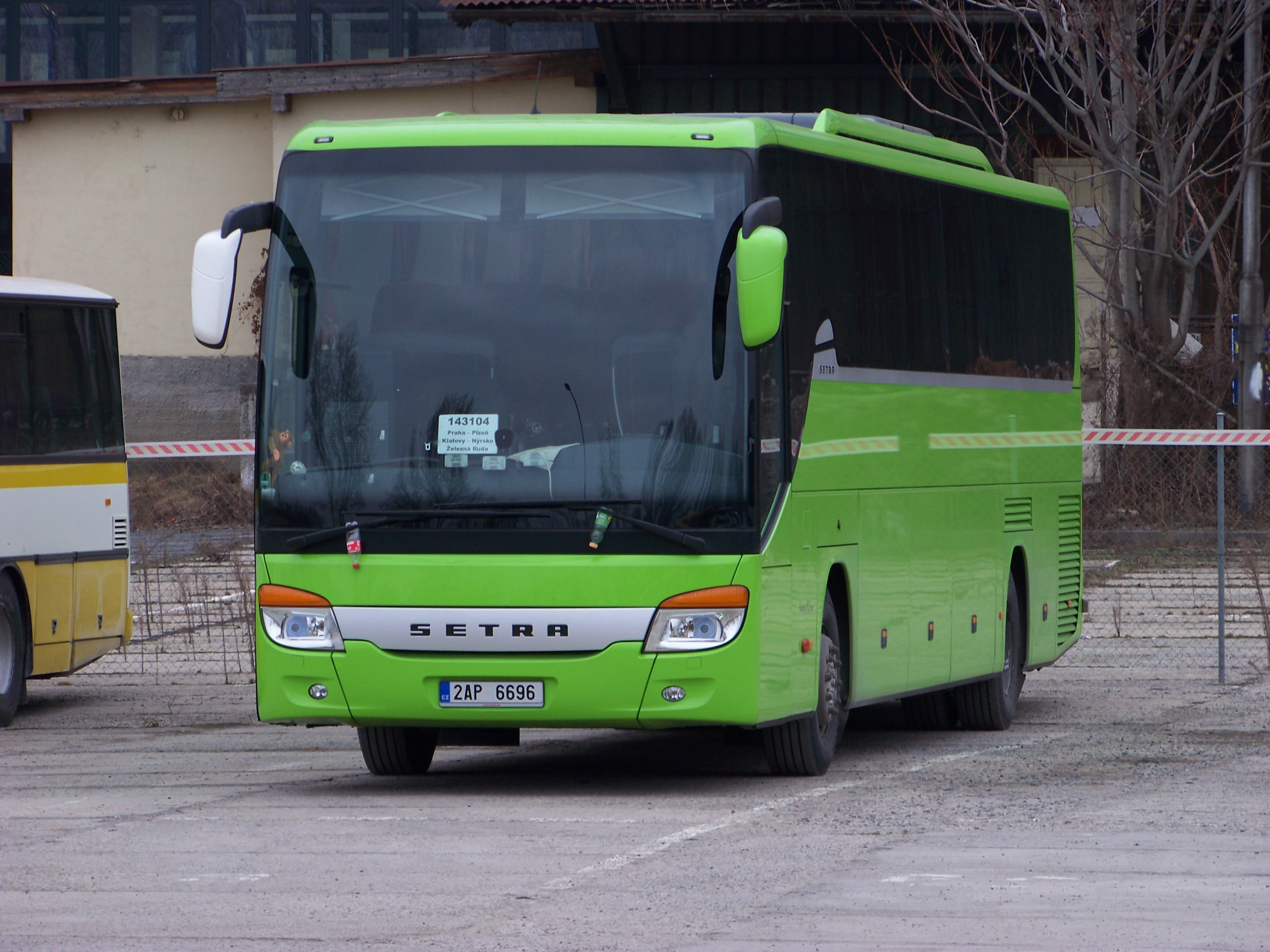
Autobus Setra dopravce Autobusy VKJ z dálkové linky 143104 Praha – Železná Ruda, odstavený v Praze na Rohanském ostrově

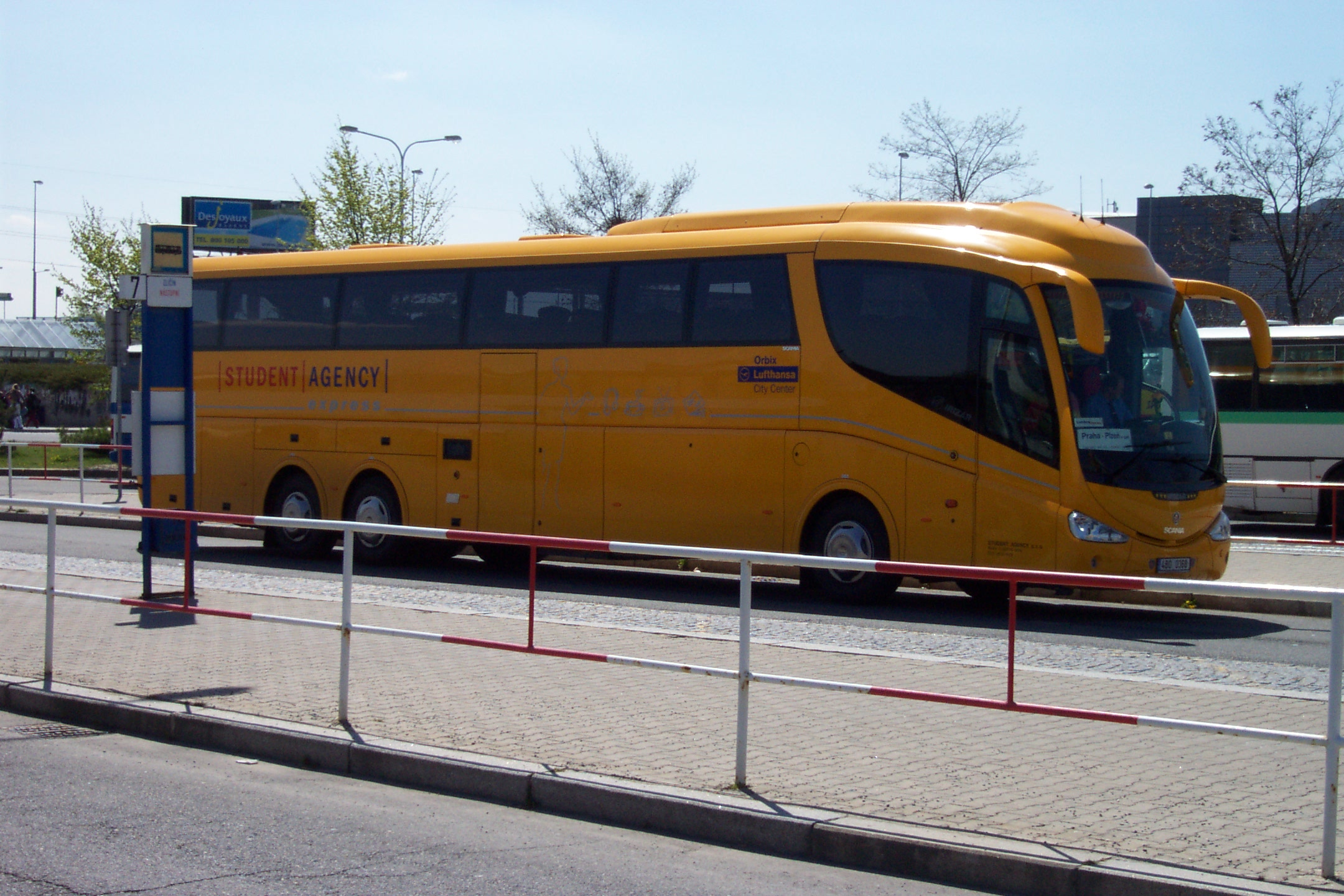
Autobus linky Student Agency Praha–Plzeň v terminálu Praha-Zličín

Dle studie dopravní obslužnosti od Centra dopravního výzkumu za rok 2005 působili v Plzeňském kraji tito autobusoví dopravci.
- ČSAD autobusy Plzeň a. s. (člen skupiny ČSAD Invest), dominantní dopravce v kraji. Podle informace z roku 2012 provozuje ČSAD autobusy Plzeň a. s. v kraji 223 autobusových linek a ročně z krajského rozpočtu dostává kolem 340 milionů Kč.[7]
- Autobusová doprava-Miroslav Hrouda s. r. o. (pův. Miroslav Hrouda) ze Zbirohu, v roce 1995 převzal provozovnu Zbiroh rokycanského závodu 307 podniku ČSAD Plzeň. Od listopadu 2011 ve vlastnictví Škoda Transportation a.s. Provozuje několik lokálních linek na Zbirožsku a MHD v Rokycanech. V roce 2012 vyhrála ve výběrovém řízení provozování linek v oblasti Radnicka a Zbirožska, ale kvůli průtahům v řízení ÚOHS je plánované zahájení výkonu odloženo prozatím cca na červen 2014. Autobusová doprava Miroslav Hrouda dostala v roce 2011 na 6 ze svých 8 linek od kraje dotaci 10,2 milionu Kč.[7]
- Jiří Zýka, Hrádek (v roce 2013 provozuje linku 470600)
- Město Bělá pod Radbuzou (v roce 2013 již neprovozuje žádnou linku)
- Město Kašperské Hory (v roce 2013 provozuje linky 435541 a 435550 v okolí Kašperských Hor)
- Obec Chanovice (v roce 2013 provozuje místní linku 435010)
- PROBO TRANS BEROUN s. r. o. (dominantní dopravce v sousedním okrese Beroun Středočeského kraje)
- Autobusy Karlovy Vary a. s. (dominantní dopravce v sousedním Karlovarském kraji)
- Miroslav Pazdera, Babylon (403020, 403021) (v roce 2013 již neprovozuje žádnou linku)
- Šumava Bus s. r. o., 435040 a německá mezinárodní linka 7710 (v roce 2013 již neprovozuje žádnou linku)
- VATRA Bohemia spol. s r. o., Kralovice, firma rodiny Vavřičků (v roce 2013 provozuje linky 460830–460832 v okolí Kralovic)
- Autobusy VKJ s. r. o. (od roku 1990 do roku 2003 Centrum Tour, v letech 2003–2006 Vratislav Štáhlich), dopravce se sídlem v Praze, s garážemi v Klatovech-Lubech používající vozy společnosti Centrum Tour. Od roku 1990 provozuje dálkovou linku Praha–Plzeň–Klatovy–Nýrsko (dříve pod čísly 143102 a 143103, akutálně od roku 2006 pod číslem 143104). Variace této linky či jejích úseků licencované v Plzeňském kraji nesly v letech 2004–2006 čísla 440802, 440803, 440804, aktuálně (2013) existuje linka 440805 Klatovy–Nýrsko. Dále provozuje dálkovou linku 143440 Praha–Strakonice–Sušice (dříve 143470). Zkratka VKJ údajně pochází z iniciál křestních jmen dětí majitele firmy.[8]
- Plzeňské městské dopravní podniky a. s. (městský dopravce v Plzni)

Student Agency zavedla linku 144101 Praha–Plzeň 7. listopadu 2004 jako svoji druhou vnitrostátní linku po lince Praha–Brno. 
Veřejnou dopravu provozují i některé další subjekty, například město Blovice linku 450007 ve svém okolí. 
K 15. červnu 2011 měl kraj uzavřené smlouvy o závazku veřejné služby se 14 dopravci:
- ČSAD autobusy Plzeň a.s., Plzeň, roční výkon 13,531 milionu km, podíl 91,95 %
- Autobusová doprava - Miroslav Hrouda s.r.o., Zbiroh, 399 tisíc km, 2,71 % (470510, 470520, 470530, 470540, 470550, 470560)
- PROBO BUS a.s., Králův Dvůr, 200 tisíc km, 1,36 % (143442, 149101, 210034, 210035, 210046, 470800, 470810)
- RDS bus s.r.o., Domažlice, 197 tisíc km, 1,34 % (403020, 435060)
- VATRA Bohemia, spol. s r.o., Kralovice, 76 tisíc km, 0,52 % (460830, 460831)
- Pavel Pajer, Rozvadov, 75 tisíc km, 0,51 % (490010 Rozvadov–Tachov)
- ČSAD STTRANS a.s., Strakonice, 54 tisíc km, 0,37 % (380150, 380160, 380180, 380760, 380770, 380800, 380050)
- Město Kašperské Hory, 49 tisíc km, 0,33 % (435040, 435550)
- Jiří Zýka, Hrádek, 40 tisíc km, 0,27 % (470600 Rokycany–Spálené Poříčí)
- Plzeňské městské dopravní podniky, a.s., Plzeň, 29 tisíc km, 0,20 % (linky MHD č. 52 a 53)
- Město Blovice, 20 tisíc km, 0,14 % (450007)
- Obec Chanovice, 20 tisíc km, 0,14 % (435010)
- Autobusy Karlovy Vary, a.s., Karlovy Vary, 20 tisíc km, 0,14 % (linka 411460 Mariánské Lázně–Planá)
- ČSAD AUTOBUSY České Budějovice a.s., České Budějovice, 5 tisíc km, 0,03 % (linka 370020 Vimperk–Kvilda)

Mimo závazek veřejné služby Plzeňský kraj přispívá na 3 mezinárodní příhraniční linky dopravce RDS bus s.r.o., na nichž je možná vnitrostátní doprava, a to 000020 Plzeň-Domažlice-Cham, 000115 Furth im Wald-Domažlice, žel. st.-Waldmünchen a 000255 Hamry-Nýrsko-Nýrsko, nám.-Arnbruck.
Mimo závazek veřejné služby od Plzeňského kraje jezdí v kraji:
- Transdev Střední Čechy s.r.o., linka 310970 (SID B97) Rakovník–Čistá–Kralovice
- Autobusová doprava-Miroslav Hrouda na lince 470110 Radnice–Zbiroh–Praha
- Autobusy Karlovy Vary a.s. na linkách 411430, 421232, 481650 a 411420 z Karlovarského kraje do Plzně
- Autobusy KAVKA a.s. na lince 570672 Most–Plzeň
- Autobusy VKJ s.r.o. na linkách 143440 (Praha–Sušice), 440805 (Klatovy–Nýrsko) a 143104 (Praha–Železná Ruda)
- ČSAD Autobusy České Budějovice a.s. na lince 320006 České Budějovice–Plzeň
- ČSAD autobusy Plzeň a.s. na lince 433710 na Kvildě a na dálkových linkách z Plzně: 440430 do Aše, 440444 do Bělé nad Radbuzou, 440555 do Příbrami, 440801 do Ústí nad Labem a rekreační linka 440840 na Churáňov. Otevřené bylo jednání o linkách 400071 Domažlice–Kdyně, 400360 Domažlice–Klatovy a 400400 Kdyně–Plzeň
- ČSAD Benešov a.s. na lince 200080 (SID E80) Benešov–Příbram–Plzeň.
- ČSAD Jindřichův Hradec a.s. na lince 340004 Dačice - Jindřichův Hradec - České Budějovice - Písek - Plzeň - Karlovy Vary
- DaTa EXPRES, a.s. na rekreační lince 440002 Plzeň–Železná Ruda
- Dopravní podnik Karlovy Vary a.s. na lince Ostrov – Karlovy Vary – Plzeň
- Jan Kukla na lince 143444 Praha–Lnáře–Kasejovice–Nepomuk–Plánice
- PROBO BUS a.s. na linkách 143101 Praha–Železná Ruda a 140100 Praha–Babylon
- RDS bus s.r.o. na linkách 403021 Domažlice–Plzeň a 435050 Železná Ruda Špičák-Železná Ruda-Čachrov Gerlova Huť
- Rostislav Kotek, Ostrov, na linkách 421805 Jáchymov–Lipno nad Vltavou a 421800 Jáchymov–Plzeň
- Student Agency na lince 144101 Praha–Plzeň
- Veolia Transport Praha s.r.o. na linkách 300014 (SID D14) Sedlčany–Příbram–Plzeň, 300032 (SID D32) Rožmitál pod Třemšínem–Kasejovice a 143443 Praha–Příbram–Blatná–Horažďovice.

Václav Lexa - LEXTRANS provozoval v roce 2011 linku 460162 Kralovice–Mladotice na objednávku Českých drah jako náhradní dopravu.

## Síť linek
V roce 2011 zajišťovalo veřejnou linkovou dopravu v kraji 304 linek veřejné silniční linkové dopravy, v čemž nejsou zahrnuty MHD měst Plzeň, Domažlice, Klatovy, Přeštice, Rokycany, Stříbro, Tachov a Železná Ruda. Sušická linka 433580 není linkou MHD. Převážná část linek je provozována v závazku veřejné služby a tedy objednávána a dotována krajem. Za kalendářní rok 2011 byl předpokládán celkový výkon v rozsahu 14,715 milionů km a finanční náročnost 351 milionů Kč, z toho 345 milionů Kč z rozpočtu Plzeňského kraje a cca 6 milionů Kč z finančních příspěvků obcí. V rámci systému IDP bylo v roce 2011 (před jeho rozšířením) ročně vykonáno 2,37 km na regionálních linkách zúčastněných dopravců a 5,425 milionu km na městských linkách PMDP.
Počet linek a objem výkonů zvláštní linkové dopravy není údajně Plzeňskému kraji znám. Některé z těchto linek (například 490010 Rozvadov-Přimda-Bělá nad Radbuzou-Tachov a 490600 Stříbro-Nýřany,DIOSS-Plzeň,Nová Hospoda-Plzeň,CAN) byly v roce 2011 převedeny do režimu veřejné linkové dopravy v závazku veřejné služby.

## Výběrová řízení
V lednu 2012 vyhlásil Plzeňský kraj první z výběrových řízení pro zajištění autobusové dopravy v závazku veřejné služby, a to, na základě analýzy z roku 2010, na 20 linek v rámci Integrované dopravy Plzeňska pro oblast Radnicka a Zbirožska, tedy části okresu Rokycany severně od dálnice D5. Do té doby oblast zahrnovala 26 linek, z nichž 20 provozovala ČSAD autobusy Plzeň a.s. (a obsluhovala 28 autobusy) a 6 linek Autobusová doprava Miroslav Hrouda (obsluhovaných 11 vozy) a roční krajská dotace byla 34 milionů korun včetně DPH. Výběrové řízení se týkalo zajištění dopravy v období od 9. prosince 2012 do prosince 2020, tedy zakázky v hodnotě kolem 200 milionů Kč bez daně. Podmínky požadovaly základní potřebu 28 nových autobusů splňujících emisní normu Euro V, z toho nejméně 10 částečně nízkopodlažních, s tím, že zálohové autobusy nemají být starší 8 let. Vzorec pro vyhodnocení nabídek započítává krom požadované výše kompenzace též počet klimatizovaných vozů a počet alespoň částečně nízkopodlažních vozů. Požadováno je, aby minimálně 70 % výkonů provedl dopravce vlastními silami, bez využití subdodavatelů. Součástí zakázky byly i autobusy na zavolání, většinou se má jednat jen o zajížďky z rozcestí do vsi, například do vsí Mlečice, Prašný Újezd, Chlum nebo Třebnuška. Nabídky měly být odevzdány do 12. března 2012. Dokumentaci si vyzvedlo 19 zájemců a nabídku podalo 5 velkých dopravců. První soutěž kraj musel v březnu zrušit kvůli administrativní chybě ve věstníku EU, kde nebyla zveřejněna snížená jistina pro soutěžitele (její původní výše nebyla v souladu se zákonem o veřejných zakázkách) a výběrové řízení bylo vyhlášeno znovu, s předpokládaným zahájením provozu v lednu 2014.
V říjnu 2012 uspěla v tomto výběrovém řízení Autobusová doprava Miroslav Hrouda, za ní se podle vyhodnocení umístili další zájemci, PROBO BUS a. s., ČSAD autobusy Plzeň a. s. a ČSAD Slaný a. s. (O své účasti a neúspěchu ve výběrovém řízení se ve své výroční zprávě za rok 2012 zmiňuje i Dopravní podnik měst Chomutova a Jirkova, o němž se však výsledky soutěže nezmiňují.) Uchazečů bylo dohromady 6, z nichž 2 (ČSAD autobusy Plzeň a ČSAD Vsetín, oba ze skupiny Z-group) výsledek napadli u Úřadu pro ochranu hospodářské soutěže a v lednu 2013 kraj již třetí měsíc čekal na rozhodnutí úřadu. Když ještě ani v březnu 2013 nebylo rozhodnuto, kraj oznámil, že pravděpodobně zahájení provozu odloží. Podle zprávy z června 2013 ÚOHS stížnost zamítl a uchazeči podali proti rozhodnutí rozklad, kraj proto zahájení dopravy odložil nejméně na červen 2014.
Druhou oblastí, pro kterou má být vyhlášeno výběrové řízení, ne dříve než na podzim 2012, je Kralovicko, tedy severní část okresu Plzeň-sever, s předpokládaným zahájením provozu v prosinci 2013. Kraj s vyhlášením vyčkává na definitivní rozhodnutí ÚOHS o vítězi první soutěže.
Podle plánu dopravní obslužnosti z roku 2011 měly být soutěže vypisovány nejdříve v oblastech, do kterých dosáhlo rozšíření Integrované dopravy Plzeňska v roce 2012. Nabídková řízení měla být postupně vypsána v oblastech Radnicko (2011), Kralovicko (2012), Bezdružicko (2013), Nýřansko (2013 či 2014) a Blovicko (2014 či 2015) a Nepomucko (2015), Tachovsko (2016), Chodsko (2016), Kdyňsko (2017) a Pošumaví (2017).  Do roku 2019 měly být přesoutěženy všechny linky objednávané krajem.